# فوق المهاد
فوق المهاد أو المهيد هو قطَّاع خلفي (الظهري) للدماغ البيني. الدماغ البيني هو جزء من الدماغ الأمامي الذي يحتوي أيضا على المهاد وتحت المهاد والغدة النخامية., يحتوي فوق المهاد أيضاً على العِنان habenula وموصلاتها العصبيَّة بالإضافة إلى خط النخاع الخط النخاعي المهادي والغدة الصنوبرية.

## وظيفة فوق المهاد
تتمحور وظيفة المُهيد بتوصيل الجهاز النطاقي مع باقي أجزاء الدماغ، من مكوّنات المهيد الغدّة الصنوبريّة التي تقوم بإفراز الميلاتونين وبعض الهرمونات من الغدة النخاميّة وذلك تبعاً لـنظام التواتر اليومي أو ما نُطلق عليه بالساعة البيولوجيّة , وكذلك للمهيد دور في تنظيم بعض مسارات النواقل العصبيّة والمشاعر.

## مكوّنات فوق المهاد
يضم المُهيد المثلث العِناني  والغدّة الصنوبريّة والموصلات العنانيّة التي تتصل جميعها بالجهاز النطاقي والعقد القاعديّة.

## روابط خارجية
- http://isc.temple.edu/neuroanatomy/lab/atlas/pdhn/
- NIF Search - Epithalamus[وصلة مكسورة] via the Neuroscience Information Framework